# Кижингинский район
Кижинги́нский райо́н (бур. Хэжэнгын аймаг) — административно-территориальная единица и муниципальное образование (муниципальный район) в составе Республики Бурятия Российской Федерации.
Административный центр — село Кижинга.

## География

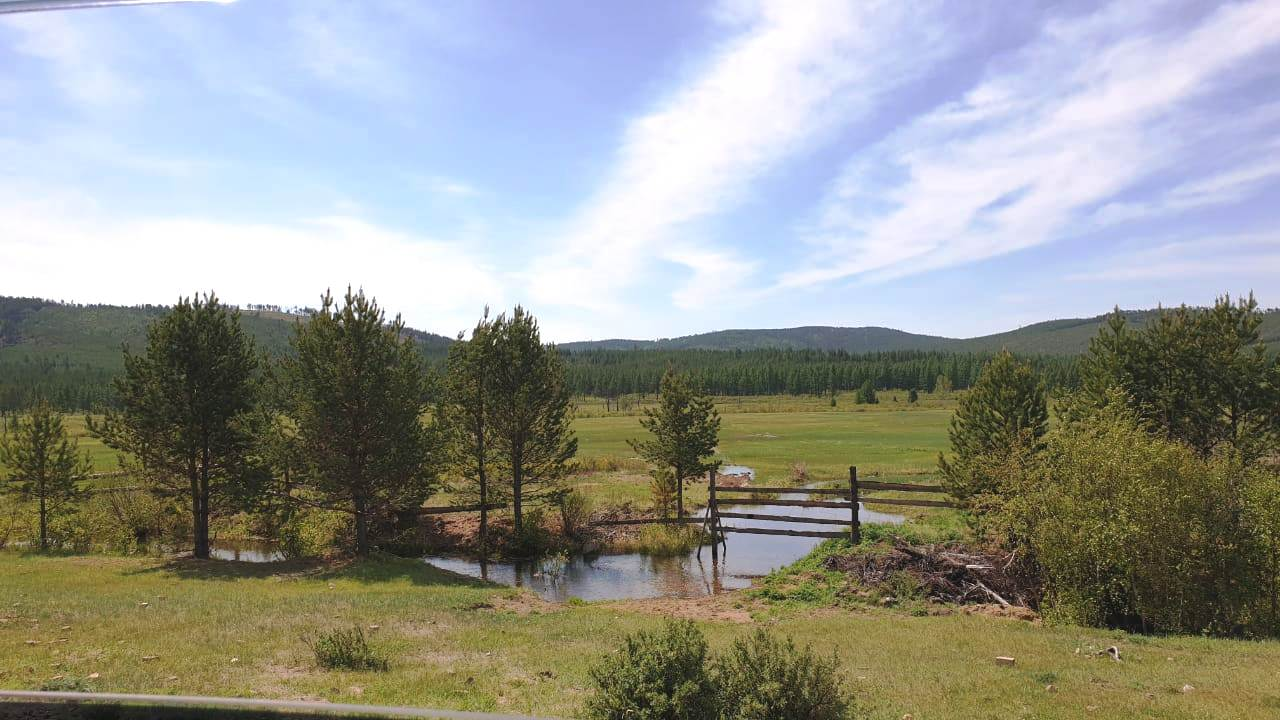
Пейзаж Кижинги

Район, площадью 7871 км², расположен в восточной части центральной Бурятии. Граничит на западе с Заиграевским, на севере — с Хоринским и Еравнинским районами республики, на юго-западе — с Петровск-Забайкальским, на юге и востоке — с Хилокским районами Забайкальского края.
Территория района занимает обширное Худано-Кижингинское межгорное понижение, обрамлённое хребтами Цаган-Дабан, Худанским и Цаган-Хуртэй, и находится на высоте 700 и более метров над уровнем моря. Крупные реки района: Худан, Кижинга, Хуртэй, Чесан, Сулхара, Холтосон, Саранта.

### Почвы
Район располагает большими площадями дерново-карбонатных почв, обладающих высокими лесорастительными свойствами. Наиболее освоены сельским хозяйством серые лесные почвы и чернозёмы на горизонтальных и слабонаклонных поверхностях. Мощность гумусового горизонта серых лесных почв около 22 см, содержание гумуса — 4—7 %, в пахотных почвах мощность верхнего горизонта составляет 2 см. В выщелоченных чернозёмах содержание гумуса от 5 до 10 %, при мощности верхнего горизонта от 20 до 25 см. Эти почвы повсеместно в той или иной степени подвержены эрозии и смыванию, чему способствует ухудшение структуры, вызванное длительным аграрным использованием.

### Гидрография
Реки Кижингинского района относятся к бассейну озера Байкал, к типу рек с половодьем и паводками. Характеризуется неустойчивым водным режимом. По соотношению основных источников питания реки района относятся к рекам с преобладанием дождевого стока (доля талых вод составляет 20—30 %, дождевых — 60—70 %)
За период половодья на реках района проходит около 20 % годового стока, во время дождевых паводков — около 60 %. Объём стока летне-осенней межени на отдельных реках достигает 14—18 %. Сток зимней межени имеет небольшую величину (около 2 % годового объёма); многие реки зимой промерзают, а летом пересыхают.
Основной водной артерией района является река Худан, впадающая в Уду, и протекающая с востока на запад. Длина реки — 252 км. Вторая по значимости река района — Кижинга, левый приток Худана, длиной 146 км.

### Климат
Климат — резко континентальный. Самый холодный месяц — январь, среднемесячная температура которого составляет −24,9 °С. Снежный покров устанавливается во второй декаде ноября, разрушение снежного покрова происходит в начале третьей декады марта. Высота снежного покрова незначительна, в среднем достигает 10 см. Число дней со снежным покровом — 148. Отопительный период — 239 суток.
Весна прохладная, зачастую поздняя, сухая и ветреная. Переход среднесуточных температур через 0 °С наблюдается во второй декаде апреля. Поздние заморозки удерживаются до конца мая — начала июня.
Лето короткое, сравнительно жаркое. Самый тёплый месяц года — июль, среднемесячная температура которого составляет +18,7 °С. В третьей декаде августа могут наблюдаться заморозки. Продолжительность безморозного периода составляет 100 дней. Летние осадки носят преимущественно ливневый характер, в отдельные годы достигают критически опасных значений.
Осень продолжительная, ясная. Устойчивый осенний переход среднесуточных температур воздух через 0 °С происходит во второй декаде октября.

### Животный и растительный мир

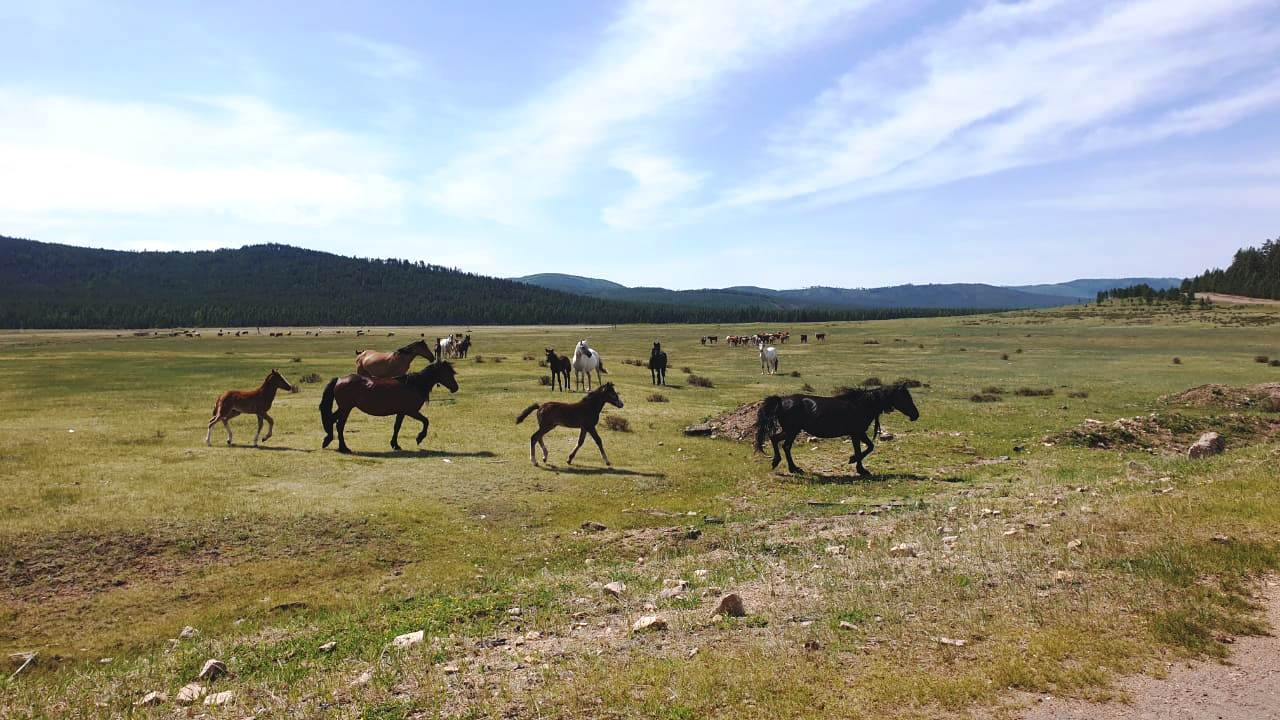
Кижингинский район. Лошади на пастбище

По геоботаническому районированию район относится к Евроазиатской (таёжной) области. Для данного округа характерным является широкое распространение сосновых и лиственных лесов со степными элементами в травяном покрове.
Разнообразие природных условий определяет богатство фауны района. Наряду с таёжными животными — соболем, колонком, бурым медведем, рысью, белкой, боровой птицей, а также водоплавающими, распространёнными на большой части территории района, на его северной окраине обитают животные лесостепей — степная мышовка, мышь полевая, суслик. Обилие водоёмов способствовало акклиматизации ондатры и её расселению по всем водно-болотным угодьям.
Среди растений, произрастающих на территории района, можно выделить такие, которые занесены в Красную Книгу: радиола розовая, черемша, маралий корень, ветреница сибирская. Из лекарственных растений присутствуют тысячелистник азиатский, арника горная, багульник болотный, толокнянка обыкновенная, шиповник, боярышник кроваво-красный, тмин обыкновенный.

## История
Предыстория
С 1729 по 1903 год кижингинские буряты входили в состав Хоринской степной думы и управлялись родовыми головами, шуленгами, зайсанами и старостами. По волостной реформе, проведённой в 1903 году, была создана Харганатская волость, состоявшая из 17 булуков, 5 из которых находились на территории нынешнего Забайкальского края, 1 — на территории современного Заиграевского района (Верхне-Илькинский), а остальные 11 — на территории современного Кижингинского района.
Провозглашённое на территории Кижингинского района в 1919 году Кодунское государство явилось первой и единственной попыткой бурят создать независимое теократическое государство по примеру Тибета.
История района
Кижингинский район образован из 7 сельсоветов Хоринского аймака Указом Президиума Верховного Совета РСФСР от 12 декабря 1940 года.
23 ноября 1959 года Кижингинский район был упразднён, а его территория вновь передана в Хоринский район. 30 декабря 1966 года Кижигинский район был восстановлен.
В 1964 году на территории Кижингинского района было открыто одно из крупнейших в мире месторождений бериллия — Ермаковское месторождение (п. Новокижингинск).
Месторождение разрабатывалось с 1979 по 1989 год, а затем было законсервировано.
По территории Кижингинского района проходила Хандагатайская узкоколейная железная дорога, первый участок которой был открыт в 1934 году. В конце 1980-х годов был открыт последний участок дороги Михайловка — Хуртэй. После распада СССР крупнейшая по протяжённости магистральной линии среди узкоколейных железных дорог России пришла в упадок и концу 1990-х годов прекратила существование.

## Население
| 1960    | 1961    | 1962    | 1963    | 1964    | 1965    | 1966    | 1967    | 1968    |
| ------- | ------- | ------- | ------- | ------- | ------- | ------- | ------- | ------- |
| 16 900  | ↘16 700 | ↗17 300 | ↗18 000 | ↗18 300 | ↘18 100 | ↗18 600 | ↘18 500 | ↗18 900 |
| 1969    | 1970    | 1971    | 1972    | 1973    | 1974    | 1975    | 1976    | 1977    |
| ↗19 300 | ↘18 300 | ↗18 600 | ↗19 500 | ↘19 100 | ↗19 400 | ↗20 200 | ↗20 500 | ↗21 200 |
| 1978    | 1979    | 1980    | 1981    | 1982    | 1983    | 1984    | 1985    | 1986    |
| ↗21 500 | ↘21 000 | ↗21 100 | ↗21 400 | ↗21 800 | ↘21 700 | →21 700 | ↗21 800 | ↘21 400 |
| 1987    | 1988    | 1989    | 1990    | 1991    | 1992    | 1993    | 1994    | 1995    |
| ↗21 600 | ↘21 400 | →21 400 | ↘21 100 | →21 100 | ↗21 200 | ↗21 300 | ↘20 900 | ↘20 700 |
| 1996    | 1997    | 1998    | 1999    | 2000    | 2001    | 2002    | 2003    | 2004    |
| ↘20 300 | ↘19 800 | ↘19 300 | ↘19 100 | ↘18 800 | ↘18 500 | ↘18 104 | ↘18 100 | ↘18 000 |
| 2005    | 2006    | 2007    | 2008    | 2009    | 2010    | 2011    | 2012    | 2013    |
| ↘17 700 | ↘17 400 | →17 400 | ↘17 300 | ↘17 200 | ↘16 509 | ↘16 451 | ↘16 154 | ↘15 902 |
| 2014    | 2015    | 2016    | 2017    | 2018    | 2019    | 2020    | 2021    | 2023    |
| ↘15 806 | ↘15 624 | ↘15 300 | ↘15 112 | ↘14 826 | ↘14 669 | ↘14 464 | ↗14 798 | ↘14 491 |
| 2024    |         |         |         |         |         |         |         |         |
| ↘14 168 |         |         |         |         |         |         |         |         |

Согласно прогнозу Минэкономразвития России, численность населения будет составлять:
- 2024 — 13,61 тыс. чел.
- 2035 — 11,31 тыс. чел.

## Территориальное устройство
Кижингинский район разделён на следующие административно-территориальные единицы: 2 сельсовета и 7 сомонов.
Муниципальный район включает 9 муниципальных образований со статусом сельских поселений. Они соответствуют сельсоветам и сомонам.
| № | Сельское поселение       | Административный центр | Количество населённых пунктов | Население (чел.) | Площадь (км²) | Административно- территориальная единица |
| - | ------------------------ | ---------------------- | ----------------------------- | ---------------- | ------------- | ---------------------------------------- |
| 1 | Верхнекижингинский сомон | улус Эдэрмэг           | 3                             | ↘685             | 534,98        | Верхнекижингинский сомон                 |
| 2 | Верхнекодунский сомон    | улус Чесан             | 3                             | ↘908             | 1063,34       | Верхнекодунский сомон                    |
| 3 | Кижингинский сомон       | село Кижинга           | 4                             | ↘6724            | 441,48        | Кижингинский сомон                       |
| 4 | Могсохонский сомон       | улус Могсохон          | 1                             | ↘767             | 199,29        | Могсохонский сомон                       |
| 5 | Нижнекодунский сомон     | улус Усть-Орот         | 3                             | ↘961             | 311,51        | Нижнекодунский сомон                     |
| 6 | Новокижингинск           | село Новокижингинск    | 1                             | ↘1780            | 389,87        | Новокижингинский сельсовет               |
| 7 | Среднекодунский сомон    | улус Улзытэ            | 2                             | ↘349             | 147,98        | Среднекодунский сомон                    |
| 8 | Сулхара                  | посёлок Сулхара        | 1                             | ↘527             | 0,35          | Сулхаринский сельсовет                   |
| 9 | Чесанский сомон          | улус Загустай          | 3                             | ↘1467            | 378,00        | Чесанский сомон                          |

## Населённые пункты
В Кижингинском районе 21 населённый пункт.
| №  | Населённый пункт | Тип     | Население | Сельское поселение       |
| -- | ---------------- | ------- | --------- | ------------------------ |
| 1  | Бахлайта         | улус    | ↘85       | Кижингинский сомон       |
| 2  | Булак            | улус    | ↘202      | Верхнекодунский сомон    |
| 3  | Загустай         | улус    | ↘1199     | Чесанский сомон          |
| 4  | Иннокентьевка    | село    | ↘144      | Среднекодунский сомон    |
| 5  | Кижинга          | село    | ↗6376     | Кижингинский сомон       |
| 6  | Кодунский Станок | улус    | ↘168      | Нижнекодунский сомон     |
| 7  | Красный Яр       | село    | ↘54       | Кижингинский сомон       |
| 8  | Кулькисон        | улус    | ↘82       | Чесанский сомон          |
| 9  | Куорка           | улус    | ↘202      | Верхнекижингинский сомон |
| 10 | Леоновка         | село    | ↘222      | Верхнекижингинский сомон |
| 11 | Михайловка       | село    | ↘560      | Верхнекодунский сомон    |
| 12 | Могсохон         | улус    | ↘767      | Могсохонский сомон       |
| 13 | Новокижингинск   | село    | ↘1780     | Новокижингинск           |
| 14 | Орот             | улус    | ↘313      | Нижнекодунский сомон     |
| 15 | Сулхара          | посёлок | ↘527      | Сулхара                  |
| 16 | Улзытэ           | улус    | ↗316      | Среднекодунский сомон    |
| 17 | Усть-Орот        | улус    | ↗622      | Нижнекодунский сомон     |
| 18 | Ушхайта          | улус    | ↘545      | Кижингинский сомон       |
| 19 | Хуртэй           | посёлок | ↘859      | Чесанский сомон          |
| 20 | Чесан            | улус    | ↘484      | Верхнекодунский сомон    |
| 21 | Эдэрмэг          | улус    | ↘514      | Верхнекижингинский сомон |

### Упразднённые населённые пункты
18 апреля 2007 года был упразднён посёлок Ехэ-Горхон в Нижнекодунском сомоне.

## Герб
Эмблема Кижингинского района представляет собой комплекс самых узнаваемых символов национальной культуры, нравственных и духовных начал, единства и целостности многонационального народа. Имеет значение оберега, талисмана.
В отдельности: Цветок лилии (улаалзай), занесённый в Красную Книгу Бурятии, является олицетворением чистоты и первозданности природы родного края и бережном отношении к ней.
Парящая лебедь — тотем хоринских бурят, прародительница 11 родов.
Солнце — источник жизни, жизненной силы, богатства и изобилия.
Надпись «Хэжэнгэ», приобретая форму полумесяца, символизирует собой таинство бытия и движения времени.
Флаг Республики Бурятия, приобретая форму нотного знака, подчёркивает особый музыкальный талант жителей Кижингинской долины. Авторы: Гомбоев Г. Г., Аюржанаев А. А.

## Религия

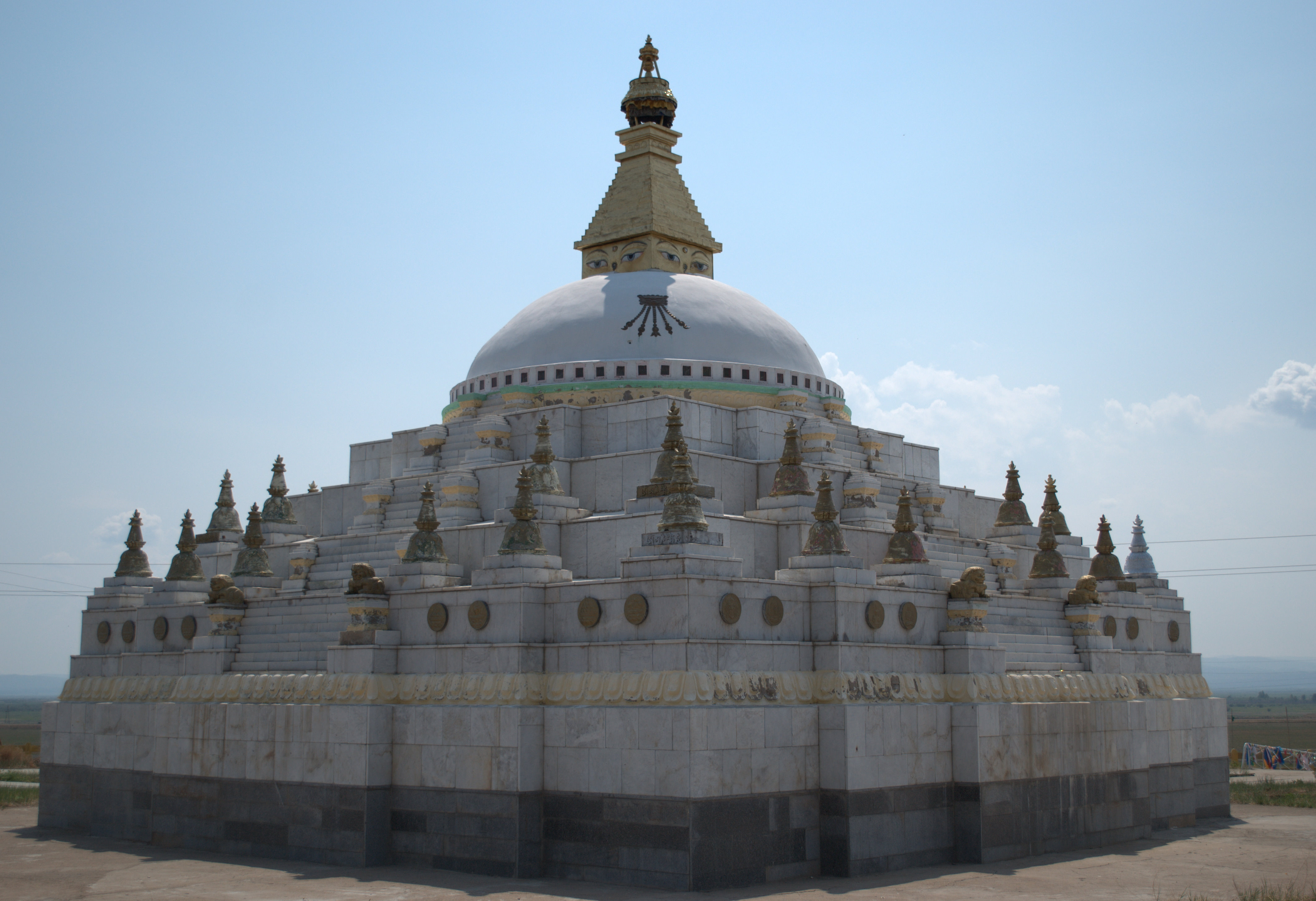
Ступа Джарун-Хашор

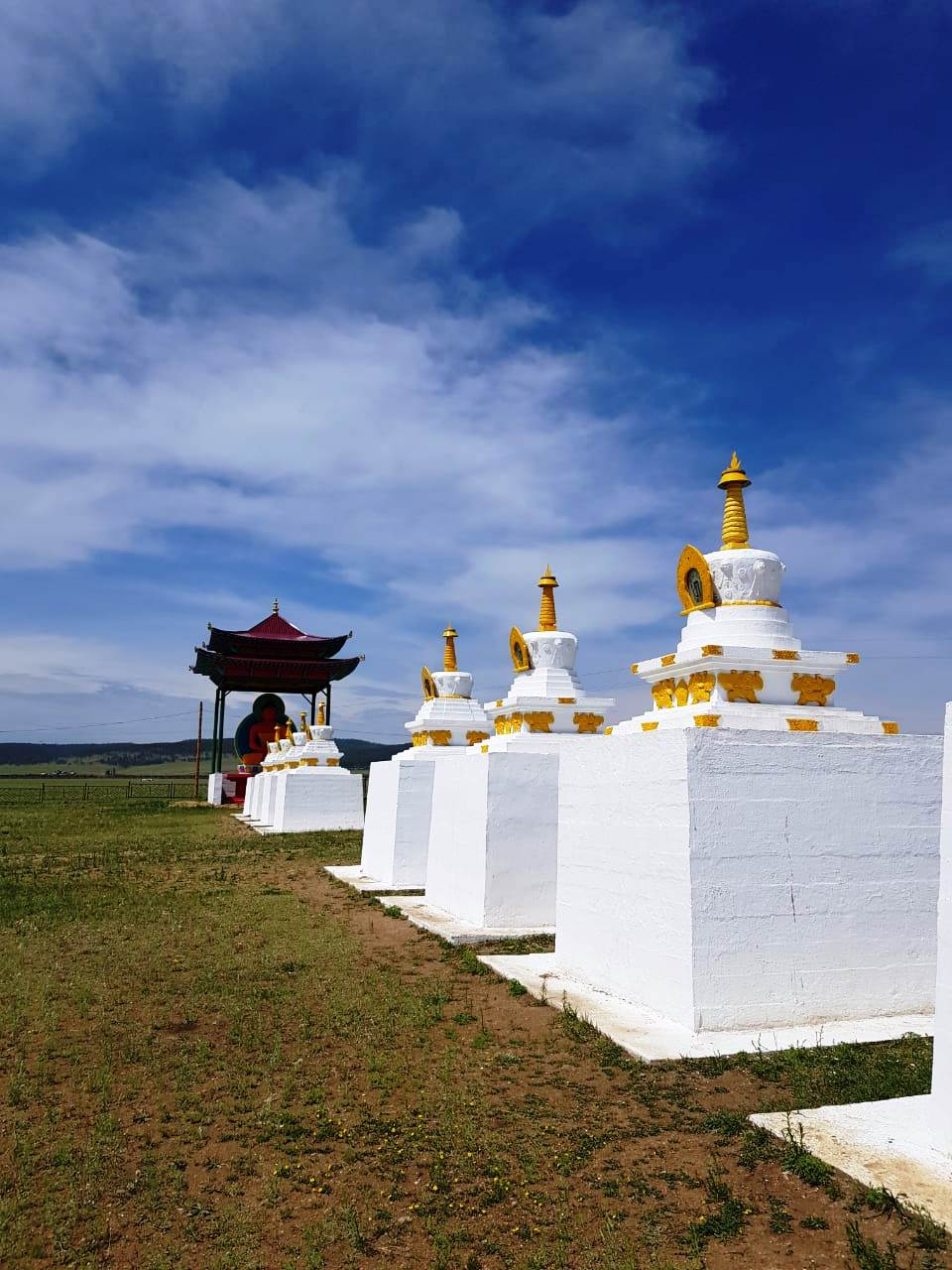
Буддийские ступы в Кижингинском районе

- Священная гора Челсана. Первый буддийский храм-дуган в Кижингинской долине был основан в 1758 году. Он располагался на склоне горы Челсана в войлочной юрте. В 1773 году был построен деревянный дуган, впоследствии пострадавший от пожара. Вместе с храмом сгорела и реликвия — священная книга «Юм» в 16 томах[32].
- Кижингинский дацан — храмовый комплекс, один из крупнейших дацанов современной Бурятии, занимающий территорию около 30 тысяч м². Его тибетское название — «Дэчен Даши Лхумболинг», «место всеобщего блаженства». Относится к Буддийской традиционной сангхе России[32].
- Ступа Джарун Хашор. Была построена и освящена в долине реки Кижинги в 1919 году. В 1937 году Великая ступа была взорвана и разрушена до основания. 26 сентября 1990 года досточтимый дуглах Римпоче из Непала освятил место, где Великую ступу предполагалось восстановить. Новая ступа, выстроенная при финансовой поддержке правительства Республики Бурятия, была освящена в октябре 2001 года[33]. Она является аналогом ступы Боднатх в Непале. Сооружение имеет квадратное основание 44×44 м, высота строения — 33 м[33].
- Православный приход храма Вознесения Господня Улан-Удэнской и Бурятской епархии Русской Православной Церкви. Расположен в посёлке Новокижингинске.

## Спорт
В Кижингинском районе проводятся первенства района по волейболу, баскетболу, футболу, хоккею с мячом, шахматам, боксу, вольной борьбе. В 2015 году в с. Кижинга планируется сдать в эксплуатацию Дворец спорта стоимостью 100 млн рублей.
В Кижинге родился Тамир Галанов — мастер спорта России международного класса, чемпион России по боксу (2009, 2012, 2013 гг.), серебряный призёр чемпионата России (2008, 2010, 2011 гг.). В 2011 г. Тамир Галанов стал серебряным призёром на чемпионате Европы по боксу в г. Анкара (Турция).
Кижингинец Алдар Бальжинимаев в 2010 г. стал победителем юношеских Олимпийских игр по вольной борьбе.
«Илалта» — районная детская футбольной команды Кижингинской школы-интерната. Тренеры — З. Дашиев, Э. Мангатаев. Команда стала победительницей на открытом чемпионате России по мини-футболу среди школ-интернатов и детских домов в 2013 году и завоевала главный приз — поездку в Лондон в гости к английскому футбольному клубу «Арсенал».